# Hugo XI van Lusignan
Hugo XI van Lusignan bijgenaamd de Bruine (circa 1221 - Fariskur, 6 april 1250) was van 1249 tot aan zijn dood heer van Lusignan, graaf van Angoulême en graaf van La Marche. Hij behoorde tot het huis Lusignan.

## Levensloop
Hugo XI was de zoon van Isabella van Angoulême en haar tweede echtgenoot Hugo X van Lusignan, eveneens graaf van La Marche. Zijn moeder was de weduwe van koning Jan zonder Land van Engeland en hij was een halfbroer van koning Hendrik III van Engeland. 
In 1225 werd Hugo XI verloofd met Johanna (1220-1271), dochter en erfgename van graaf Raymond VII van Toulouse. Het huwelijk ging niet door omdat het werd geblokkeerd door koning Lodewijk VIII van Frankrijk en de pauselijk legaat. In maart 1227 werd hij vervolgens verloofd met Isabella van Frankrijk (1224-1270), dochter van de Franse koning Lodewijk VIII. Het huwelijk ging uiteindelijk niet door omdat Isabella de verloving afbrak. 
Uiteindelijk huwde Hugo in januari 1236 met Yolande van Bretagne (1218-1272), dochter van hertog Peter Mauclerc van Bretagne. Later in 1236 schonk Peter Mauclerc het graafschap Penthièvre aan Yolande en Hugo, terwijl ze van hertog Jan I van Bretagne het graafschap Porhoët en de heerlijkheid Moncontour kregen toegewezen. In 1246 kreeg Hugo van zijn moeder het graafschap Angoulême toegewezen en na het overlijden van zijn vader in 1249 werd hij graaf van La Marche en heer van Lusignan.
Hugo XI nam eveneens deel aan de Zevende Kruistocht in Egypte en maakte deel uit van het leger van graaf Alfons van Poitiers. In april 1250 sneuvelde hij bij de Slag bij Fariskur. 

## Nakomelingen
Hugo XI en zijn echtgenote Yolande kregen volgende kinderen:
- Hugo XII (1236-1270), heer van Lusignan, graaf van Angoulême en graaf van La Marche.
- Gwijde (overleden na 1309), heer van Couhé, Peyrat, Fère-en-Tardenois en Frontenay.
- Isabella (overleden na 1309), huwde eerst rond 1251 met Geoffroy V de Rancon, heer van Marcillac en Taillebourg, en daarna met heer Maurits II van Belleville.
- Yolande (overleden in 1306), huwde met heer Peter I van Preaux
- Maria (1242-na 1266), huwde in 1249 met Robert III van Ferrières, graaf van Derby.

## Voorouders
| Overgrootouders | Hugo (1141-1169) ∞ ? Orengarde (- 1169)                                       | Hugo (1141-1169) ∞ ? Orengarde (- 1169)                                       | Wulgrin III van Angoulême (–1181) ∞ Elizabeth van Amboise (-)                 | Wulgrin III van Angoulême (–1181) ∞ Elizabeth van Amboise (-)                 | Willem VI van Angoulême (-1179) ∞ Margaretha van Torrenne (-)                 | Willem VI van Angoulême (-1179) ∞ Margaretha van Torrenne (-)                 | Peter I van Courtenay (1126-1183) ∞ Elisabeth van Courtenay (1127-1205)       | Peter I van Courtenay (1126-1183) ∞ Elisabeth van Courtenay (1127-1205)       | Peter I van Courtenay (1126-1183) ∞ Elisabeth van Courtenay (1127-1205) | Peter I van Courtenay (1126-1183) ∞ Elisabeth van Courtenay (1127-1205) |
| Grootouders     | Hugo IX van Lusignan (1165-1219) ∞ Mathilde van Angoulême (1181-1233)         | Hugo IX van Lusignan (1165-1219) ∞ Mathilde van Angoulême (1181-1233)         | Hugo IX van Lusignan (1165-1219) ∞ Mathilde van Angoulême (1181-1233)         | Hugo IX van Lusignan (1165-1219) ∞ Mathilde van Angoulême (1181-1233)         | Adhémar van Angoulême (1160-1202) ∞ 1186 Adelheid van Courtenay (1160-1218)   | Adhémar van Angoulême (1160-1202) ∞ 1186 Adelheid van Courtenay (1160-1218)   | Adhémar van Angoulême (1160-1202) ∞ 1186 Adelheid van Courtenay (1160-1218)   | Adhémar van Angoulême (1160-1202) ∞ 1186 Adelheid van Courtenay (1160-1218)   |                                                                         |                                                                         |
| Ouders          | Hugo X van Lusignan (1185-1249) ∞ 1186 Isabella van Angoulême (ca. 1188-1246) | Hugo X van Lusignan (1185-1249) ∞ 1186 Isabella van Angoulême (ca. 1188-1246) | Hugo X van Lusignan (1185-1249) ∞ 1186 Isabella van Angoulême (ca. 1188-1246) | Hugo X van Lusignan (1185-1249) ∞ 1186 Isabella van Angoulême (ca. 1188-1246) | Hugo X van Lusignan (1185-1249) ∞ 1186 Isabella van Angoulême (ca. 1188-1246) | Hugo X van Lusignan (1185-1249) ∞ 1186 Isabella van Angoulême (ca. 1188-1246) | Hugo X van Lusignan (1185-1249) ∞ 1186 Isabella van Angoulême (ca. 1188-1246) | Hugo X van Lusignan (1185-1249) ∞ 1186 Isabella van Angoulême (ca. 1188-1246) |                                                                         |                                                                         |